# كانجي أوكانوكي
كانجي أوكانوكي (باليابانية: 奥抜 侃志) (مواليد 11 أغسطس 1999) هو لاعب كرة قدم ياباني.

## وصلات خارجية
- كانجي أوكانوكي على موقع رابطة كرة القدم اليابانية للمحترفين (اليابانية)
- كانجي أوكانوكي على موقع إي إس بي إن إف سي (الإنجليزية)
- كانجي أوكانوكي على موقع قاعدة بيانات كرة القدم.إي يو (الإنجليزية)
- كانجي أوكانوكي على موقع ناشيونال فوتبول تيمز (الإنجليزية)
- كانجي أوكانوكي على موقع Soccerbase.com (لاعب) (الإنجليزية)
- كانجي أوكانوكي على موقع Soccerway.com (الإنجليزية)
- كانجي أوكانوكي على موقع عالم كرة القدم.نت (الإنجليزية)